# Flugunfall der Deutschen Lufthansa bei Fredrikstad
Der Flugunfall der Deutschen Lufthansa bei Fredrikstad ereignete sich auf einem internationalen Linienflug der Deutschen Lufthansa von Kopenhagen nach Oslo am 21. April 1944. An diesem Tag musste die auf diesem Flug eingesetzte Douglas-Fokker DC-3-228B im Oslofjord bei Fredrikstad notgewassert werden, nachdem im Cockpit versehentlich eine Signalpistole ausgelöst wurde. Bei der anschließenden Evakuierung kamen von den 20 Personen an Bord neun ums Leben.

## Maschine
Das Flugzeug war eine im Jahr 1938 bei Fokker in den Niederlanden gebaute Douglas DC-3-220B mit der Werknummer 2095, die am 14. März 1939 mit dem Luftfahrzeugkennzeichen OK-AIG an die staatliche tschechoslowakische Fluggesellschaft ČLS - Československa Letecka Spolecnost ausgeliefert wurde. Infolge der Zerschlagung der Tschechoslowakei und der Annexion des Protektorats Böhmen und Mähren in das Deutsche Reich erhielt die Maschine im Mai 1939 das deutsche Kennzeichen D-AAIG, ehe sie im Juni 1940 an die Deutsche Lufthansa weitergegeben wurde. Die DC-3 wurde von zwei Doppelsternmotoren Pratt & Whitney R-1830-92 Twin Wasp mit je 1.200 PS Leistung angetrieben.

## Insassen
Den internationalen Linienflug von Kopenhagen nach Oslo hatten 17 Passagiere angetreten. Es befand sich eine dreiköpfige Besatzung an Bord.

## Unfallhergang
Die Maschine befand sich etwa 80 Kilometer südlich von Oslo, als sich plötzlich dichter Rauch im Cockpit ausbreitete. Die Piloten ließen die Maschine daraufhin schnell sinken und führten eine Notwasserung im Oslofjord bei Fredrikstad durch. Nachdem die Maschine auf dem Wasser aufgesetzt worden war, nahm ein nahegelegenes Schiff Kurs auf die DC-3 und konnte 11 Passagiere evakuieren. Für die dreiköpfige Besatzung sowie sechs Passagiere 
kam jede Hilfe zu spät. 

## Ursache
Die Unfalluntersuchung ergab, dass die Maschine in dem Fjord notgewassert werden musste, nachdem im Cockpit versehentlich eine Signalpistole ausgelöst worden war, die zu dichter Rauchbildung im Cockpit geführt hatte.